# Rhaphium triste
Rhaphium triste är en tvåvingeart som först beskrevs av Friedrich Hermann Loew 1858.  Rhaphium triste ingår i släktet Rhaphium och familjen styltflugor. Inga underarter finns listade i Catalogue of Life.